# ルドヴィト・ライス
- ルドヴィート・レイス

ルドヴィト・ライス（Ludovit Reis  ,  2000年6月1日 - ）は、オランダ・北ホラント州ハールレム出身のプロサッカー選手。ジュピラー・プロ・リーグ・クラブ・ブルッヘ所属。ポジションはMF。メディアによっては ルドヴィート・レイス と表記されることもある。

## 来歴
SVホーフトドルプのユースチームから2015年にFCフローニンゲンのユースチームに入団。2017-18シーズンにトップチームに昇格。2017年10月29日のスパルタ・ロッテルダム戦で、プロ初ゴールを記録。同シーズンは16試合に出場。2018-19シーズンは先発に定着し、堂安律と共にチームを持つ牽引。オランダ国内でも注目の存在というなった超新星MFに、FCバルセロナをはじめとした強豪チームが獲得に興味を示していると言われていた。
2019年5月23日、バルサと3年契約を締結したことが発表され、Bチームに所属することも合わせて発表された。
2020年10月、VfLオスナブリュックへローン移籍。
2021年6月28日、ハンブルガーSVと4年契約を締結したことが発表された。
2025年6月25日、クラブ・ブルッヘに移籍した。

## 代表経歴
2018年から、U-19のオランダ代表に招集されている。

## 人物
- 両親はスロバキア出身で、家族とはスロバキア語で会話しているという。